# 2004年2月莫斯科地铁爆炸事件
2004年2月莫斯科地铁爆炸事件是2004年2月6日发生在莫斯科地铁列车上的一起恐怖分子自杀式爆炸。爆炸造成41人死亡，100多人受伤。

## 爆炸
2004年2月6日（星期五）上午8时32分，正值上班高峰期，莫斯科地铁莫斯科河畔线上，一列从帕维列茨站驶向汽车厂站的地铁列车在驶出帕维列茨站站台约300米后，靠近车头的第二节车厢突然发生爆炸，列车司机紧急刹车，但在惯性作用下继续前进数百米才停车。第二节车厢被整个炸毁，相邻另一节车厢受损变形。死伤者血肉横飞，胳膊、腿等各种人体残肢堆积在车厢里。爆炸引发大火。据后来现场勘察的专家称，此次爆炸的威力相当于5000克梯恩梯当量。为增加杀伤力，恐怖分子还在炸药中掺入了金属碎片。爆炸发生后，列车司机要求调度人员立即切断高压电源，随后列车司机打开车门。但因受爆炸影响，爆炸发生后很长一段时间，车内乘客均没能打开车门，最终乘客撬开车门。500余名幸存的乘客冒浓烟步行2到3公里走出地铁隧道获救。爆炸造成41人死亡，100多人受伤。

## 救援与反应

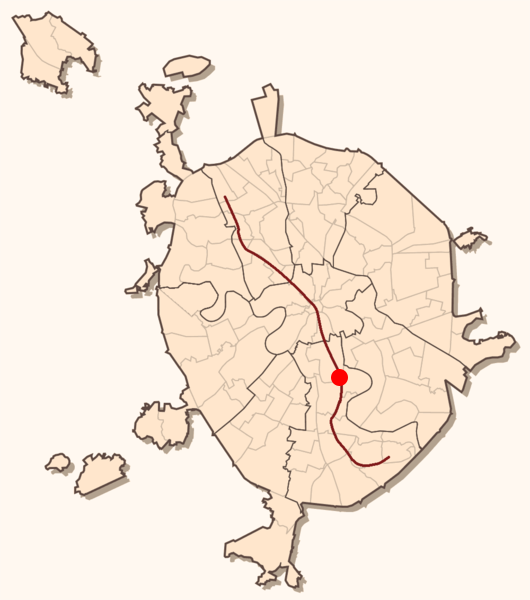
在莫斯科地图上标示出的发生爆炸的地点

爆炸发生以后，警方迅速关闭了距离出事列车最近的两个地铁站，并且中断了地铁运行。莫斯科市政府立即展开救援。上百辆消防车、急救车驶向事发现场，伤者被送往莫斯科市各大医院接受治疗。俄罗斯联邦内务部成立了指挥中心。上千名内务部士兵在莫斯科地铁车站和列车上警戒巡逻。莫斯科市的机场以及地面公交车辆也加强了安全保卫工作。
爆炸案震动了整个俄罗斯。圣彼得堡、萨马拉等有地铁的俄罗斯城市均在爆炸发生当天开始加强安全措施。2004年2月6日爆发发生当天晚些时候，俄罗斯联邦总统普京在与来访的阿塞拜疆总统伊尔哈姆·阿利耶夫会谈时就此案作出表态。普京哀悼地铁爆炸死难者，认为这是对整个俄罗斯国家的巨大考验，并表示俄罗斯不会与包括车臣分裂主义头目马斯哈多夫在内的恐怖分子谈判，俄罗斯将彻底消灭一切恐怖分子。普京表示不排除该恐怖活动与即将在2004年3月14日举行的俄罗斯联邦总统选举有关，并认为该爆炸案意在对现任总统普京施压。俄罗斯其他政治人物也普遍发表讲话谴责此次恐怖袭击，一位有影响力的俄罗斯杜马议员甚至呼吁俄罗斯实施紧急状态，以打击恐怖分子。与此同时，乌克兰、哈萨克斯坦、白俄罗斯等独联体国家的国家元首也纷纷致电俄罗斯联邦总统普京，对俄罗斯表示支持，并向爆炸案的死难者致哀。正在美国访问的莫斯科市长尤里·卢日科夫调整行程，提前回国。
事后，一个以前未知的车臣恐怖组织发表声明，声称对此次袭击负责。该恐怖组织自称为“Gazoton Murdash”，并且其声明由Lom-Ali（意为“狮子阿里”）署名。根据该声明，该恐怖组织发动此次恐怖袭击以纪念俄罗斯军队在格罗兹尼杀害数十名车臣人4周年。
沙米尔·巴萨耶夫表示，他的恐怖组织为此次袭击花费7000美元。

## 调查
爆炸发生后不久，莫斯科市检察院认为此案是恐怖和蓄意谋杀案件，并且根据《俄罗斯联邦刑法典》立即作为刑事案件调查。根据地铁内的自动录像记录，两名高加索地区少数民族相貌的乘客被初步锁定为犯罪嫌疑人。这两人是一男一女，他们进站时手中都拿着很大的包。估计该女子是人肉炸弹，他们手中的包里装着爆炸物，而那个男子很可能是她的上司或者同伙。根据调查显示，爆炸物是在距离地铁车厢地板50厘米高的地方引爆的。后来经过继续调查，才查清人肉炸弹是一位名叫安佐尔·伊扎耶夫（Анзор Ижаев，Anzor Izhayev）的男子，属于尼古拉·基普凯耶夫（Nikolai Kipkeyev）领导的恐怖组织“第三穆斯林协会”（Muslim Society No 3）。安佐尔·伊扎耶夫是乘坐长途汽车抵达莫斯科的。
2007年2月2日，来自卡拉恰伊-切尔克斯共和国的坦比耶·胡季耶夫（Tambiy Khudiyev）、马克西姆·帕纳林（Maksim Panaryin）以及来自莫斯科的穆拉德·沙瓦耶夫（Murad (Murat) Shavayev）因与爆炸有关而被判犯有恐怖主义和谋杀罪，被判处无期徒刑。根据该判决显示，胡季耶夫和帕纳林在车臣的恐怖组织营地接受了训练，并根据乌克兰人伊斯兰武装分子尼古拉·基普凯耶夫（Nikolai Kipkeyev）的命令组织了自杀式爆炸袭击。在莫斯科当俄罗斯联邦司法部法警的沙瓦耶夫为他们带来了爆炸物。
帕纳林还于2003年8月在克拉斯诺达尔的几个公共汽车站安装炸弹，导致4人死亡，17人受伤。莫斯科地铁爆炸后，帕纳林继续安装炸弹，于2004年7月在沃罗涅日炸毁了几个公共汽车站，导致1人死亡，9人受伤。基普凯耶夫认为伤亡人数太少，表示不满意，并开始准备一起新的地铁爆炸。基普凯耶夫于2004年8月31日护送一名身份不明的女性人肉炸弹到莫斯科地铁的里加站，然而这名女性人肉炸弹过于惊慌，以至在进入里加站之前便引爆炸药，炸死了基普凯耶夫和另外10人。胡季耶夫和帕纳林在2005年被捕并认罪。